# Skokomish
Skokomish je obec v okrese Mason v americkém státě Washington. V roce 2010 měla 617 obyvatel, z nichž 79 % tvořili původní obyvatelé, 15 % běloši a necelé 0,5 % Asiaté. 6 % obyvatelstva bylo hispánského původu. Z celkové rozlohy 17,8 km² tvoří 3 % vodní plocha.